# Microchilus valdivianus
Microchilus valdivianus är en orkidéart som beskrevs av Paul Ormerod. Microchilus valdivianus ingår i släktet Microchilus och familjen orkidéer. Inga underarter finns listade i Catalogue of Life.